# Lew Alexandrowitsch Tschugajew

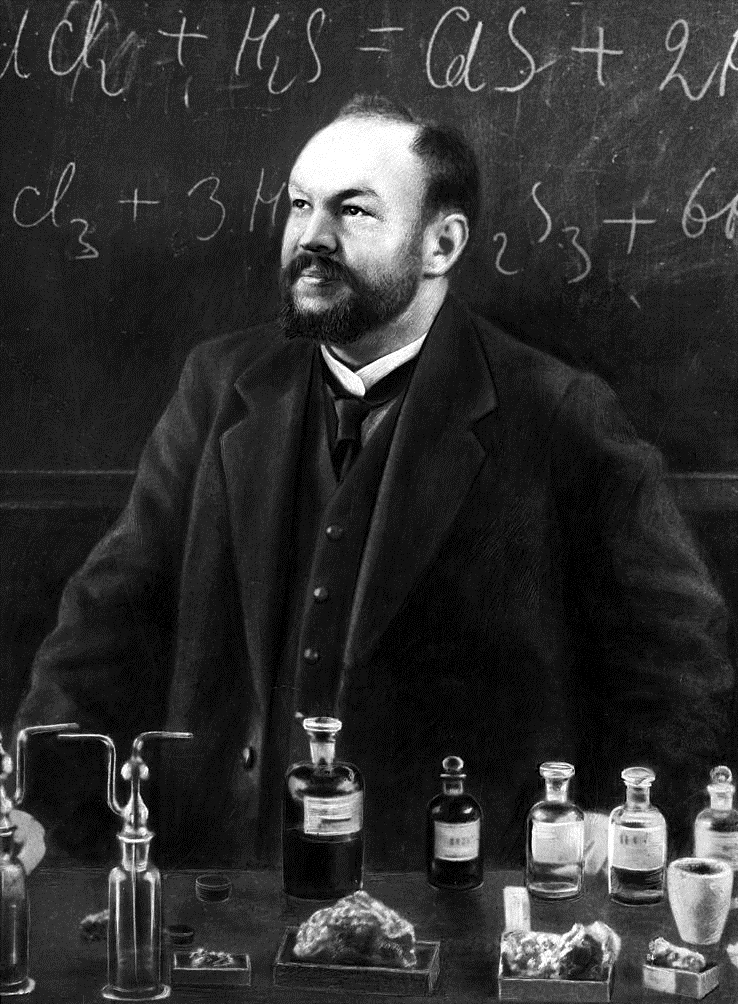
Lew Alexandrowitsch Tschugajew

Lew Alexandrowitsch Tschugajew (russisch Лев Александрович Чугаев; * 4. Oktoberjul. / 16. Oktober 1873greg. in Moskau; † 23. September 1922 in Grjasowez) war ein russischer Professor für Chemie. Seine Arbeitsgebiete waren Komplexverbindungen von Nickel (Tschugaew-Reagenz) und Platin, Tribolumineszenz, Terpene, Xanthogenate und optische Aktivität. In der organischen Chemie ist die Tschugajew-Reaktion nach ihm benannt.
Er starb an Typhus.
Von 1971 bis 1991 wurde von der Akademie der Wissenschaften der UdSSR der Tschugajew-Preis verliehen. Seit 1995 wird er von der Russischen Akademie der Wissenschaften für herausragende Leistungen auf dem Gebiet der Chemie der Komplexverbindungen vergeben.